# Urnieta
El municipi d'Urnieta està enclavat a la comarca de Donostialdea, de la província de Guipúscoa (País Basc).

## Personatges destacats
- Mikel Iturria Segurola (1989), ciclista.
- María José Sardón (1973), judoka, nou vegades campiona d'Espanya. També aixecadora de pedra i esportista de sambo, modalitat campiona del món el 2001.
- Gurutze Iantzi (1962-1993), política d'Herri Batasuna, assassinada per la Guàrdia Civil espanyola.
- José Ignacio Liceaga (1959), polític del PNB, alcalde d'Urnieta i senador espanyol.
- José Manuel Martiarena (1946), polític del PNB, alcalde d'Urnieta, parlamentari basc, conseller d'Interior del Govern basc i senador espanyol.
- Mikel Atxaga (1938-2009), periodista pioner de l'ús del basc en l'àmbit periodístic.
- Lourdes Iriondo Mujika (1937-2005), cantautora i escriptora en basc.
- Plazido Muxika Berrondo (1906-1982), sacerdot i escriptor, autor de diversos diccionaris.